# Aplidium mauritaniae
Aplidium mauritaniae is een zakpijpensoort uit de familie van de Polyclinidae. De wetenschappelijke naam van de soort is voor het eerst geldig gepubliceerd in 1915 door Sluiter.